# ヤニック・サグボ
ヤニック・アリステル・サグボ＝ラット（Yannick Arister Sagbo-Latte, 1988年4月12日 - ）は、フランス・ブーシュ＝デュ＝ローヌ県マルセイユ出身のサッカー選手。FCイストル所属。ポジションはフォワード。ベナンにルーツを持つコートジボワール人である。

## 経歴
マルセイユに程近いASブベレでサッカーを始め、ASモナコの下部組織で育つ。2007-08シーズン、CFAに所属するモナコのBチームで13ゴールを挙げてチームを牽引し、同シーズン終了後にプロ契約を勝ち取った。
2013年7月26日、プレミアリーグに昇格したハル・シティAFCへ2年契約で移籍した。

## 代表歴
2010年、U-20コートジボワール代表としてトゥーロン国際大会に出場し優勝した。
同年8月10日親善試合イタリア代表戦でドゥンビア・セイドゥと交代出場し初キャップを記録した。